# Dentobunus rufus
Dentobunus rufus is een hooiwagen uit de familie Sclerosomatidae.